# 利韋里亞縣
10°38′N 85°26′W / 10.633°N 85.433°W
利韋里亞縣（西班牙語：Cantón de Liberia），是哥斯達黎加的縣份，位於該國西北部，由瓜納卡斯特省負責管轄，首府設於利韋里亞，始建於1848年12月7日，面積1,436.47平方公里，海拔高度144米，2011年人口63,543人，人口密度每平方公里44.24人。